# Прощання з Петербургом
«Прощання з Петербургом» (рос. «Прощание с Петербургом») — російський радянський повнометражний кольоровий художній фільм, поставлений на Ленінградської ордена Леніна кіностудії «Ленфільм» в 1971 році режисером Яном Фрідом.
Прем'єра фільму відбулася 12 червня 1972 року.

## Зміст
Австрійський композитор Йоганн Штраус часто відвідував Росію. Він любив цю країну, і вона подарувала йому його кохану Ольгу. Саме ця дівчина стала тією музою, яка надихнула композитора на написання великих творів.

## Ролі
- Гірт Яковлєв — Йоганн Штраус (роль озвучив Олександр Дем'яненко)
- Тетяна Бєдова — Ольга Смирнитська, російська аристократка
- Тетяна Пілецька — Наталія Георгіївна Смирнитська
- Василь Меркур'єв — Лейброк
- Павло Кадочников — Павло Максимов
- Ігор Дмитрієв — Великий Князь
- Сергій Карнович-Валуа — розпорядник

## В епізодах
- Олена Андерегг
- Вікторія Горшеніна
- О. Краковцева
- Людмила Ксенофонтова
- Ксенія Коміссарова
- Єлизавета Тюремнова — Велика Княгиня
- Маргарита Шумська — солістка циганського хору
- Марина Юрасова
- Борис Великанов
- Павло Кашлаков — капітан Нечаєв
- Олексій Кожевников — поручик Севостьянов
- Володимир Мусатов
- Марк (Михайло) Нікельберг
- Олександр Романцов
- Анатолій Столбов — слуга
- Михайло Васильєв — музикант (в титрах не вказаний)
- Олег Лєтников (в титрах не вказаний)

## Знімальна група
- Автор сценарію — Анатолій Гребнєв
- Режисер-постановник — Ян Фрід
- Головний оператор — Олег Куховаренко
- Головний художник — Михайло Кроткін
- Художник по костюмах — Тетяна Острогорська
- Композитор — Владлен Чистяков
- Звукооператор — Володимир Яковлєв
- Директор — Григорій Прусовський
- Режисери — Ю. Макаров, Б. Сорокін
- Оператор — В. Амосенко
- Монтажер — І. Новожилова
- Консультант — О. Харитонов
- Редактор — Ісаак Гликман
- Художник-гример — А. Грибов
- Художники-декоратори — Є. Н. Якуба, І. Зайцева
- Піротехніки — К. Радовська, В. Радовська
- Асистенти:
режисера — Г. Іванова, Н. Степанов, В. Кравченко
оператора — С. Дворцов, В. Коган
художника — Т. Царьова
- Комбіновані зйомки:
Оператор — В. Максимович
Художник — А. Сидоров
- Оркестр Ленінградської Державної філармонії
Диригент — Михайло Валовац

## Нагороди
- Почесні дипломи фільму і режисеру Яну Фріду на кінофестивалі трудящих у Чехословаччині (1973).